# همیشه‌سبز (ترانه عمر آپولو)
همیشه‌سبز (تو لیاقت من را نداشتی) (انگلیسی: Evergreen (You Didn't Deserve Me at All)) ترانه‌ای از آلبوم پیلسته اثر عمر اپالو است.